# رابرت بالدوین (بازیگر)
رابرت بالدوین (انگلیسی: Robert Baldwin؛ زادهٔ ۲۷ سپتامبر ۱۹۶۵) بازیگر، شخصیت‌های تلویزیونی در ژاپن، و بازیگر تلویزیون اهل ژاپن است.